# RTL Living
RTL Living est une chaîne de télévision thématique privée à vocation féminine lancée le 27 novembre 2006 en Allemagne par RTL Deutschland et déclinée le 12 mars 2015 en Croatie par RTL Hrvatska.

## Histoire de la chaîne
RTL Living est une des trois chaînes thématiques de télévision lancées par RTL Group le 27 novembre 2006 dans le cadre de son bouquet de chaînes en numérique. Elle cible un public féminin et a été créée sur le modèle de son aînée française, Téva.
Comme beaucoup des chaînes du groupe de médias RTL Deutschland, RTL Living a été déclinée en version croate par RTL Hrvatska le 12 mars 2015 en remplacement de RTL Plus.

## Identité visuelle

### Logos

Logo de RTL Living du 27 novembre 2006 à 11 novembre 2015 (Allemagne)
Logo de RTL Living HD du 27 novembre 2006 à 11 novembre 2015
Logo de RTL Living du 12 novembre 2015 à 14 septembre 2021 (Allemagne)
Logo de RTL Living HD du 12 novembre 2015 à 14 septembre 2021
Logo de RTL Living depuis de 15 septembre 2021

## Organisation

### Dirigeants
En Allemagne :
Directeurs généraux :
- Anke Schäferkordt : 27 novembre 2006 - 1er février 2013
- Frank Hoffmann :  depuis le 1er février 2013

En Croatie :
Président Directeur général :
- Christoph Mainusch

Directeur des programmes :
- Eckhard Stressig

### Capital
Le capital de RTL Living est détenu à 100 % par RTL Deutschland GmbH, filiale à 100 % de CLT-UFA S.A.
En Croatie, RTL Living est détenue à 100 % par RTL Hrvatska, filiale de Central European Media Enterprises.

### Siège
L'entreprise a son siège à Cologne-Deutz pour la version allemande et à Zagreb pour la version croate.

## Programmes
Les programmes de RTL Living abordent les domaines suivants : tendances, mode de vie, cuisine, loisirs, logement et voyage.

### Émissions
- Alan Titchmarsh: Der perfekte Garten
- Alan Titchmarsh: Das perfekte Gartenjahr
- Bauer sucht Frau
- Besser leben
- Das perfekte Dinner
- Einsatz in 4 Wänden
- Hautnah
- Kochduell
- Kochüberfall
- Mein Baby
- Mein Garten
- Meine Hochzeit
- Michael Palin: Hemingways Reisen
- Michael Palin: In 80 Tagen um die Welt
- Nigellas Festessen
- Nigellas Leckerbissen
- Ray Mears Survival Guide
- Unsere erste gemeinsame Wohnung
- Unser neues Zuhause Spezial
- Voxtours
- Wolkenlos – Das Urlaubsmagazin

## Diffusion
RTL Living est diffusée sur le câble, le satellite Astra et sur la télévision IP de Vodafone.